# Fontecilla graphicus
Fontecilla graphicus är en insektsart som beskrevs av Navás 1932. Fontecilla graphicus ingår i släktet Fontecilla och familjen Polystoechotidae. Inga underarter finns listade i Catalogue of Life.